# 楽天デリバリー

楽天デリバリーのロゴマーク

楽天デリバリー（らくてんデリバリー）は、楽天株式会社が運営していた出前・宅配サービス専門サイト。注文可能な店舗数は日本全国で12,000店を超える。

## 沿革
- 2002年2月 - 楽天デリバリーのサービス開始。
- 2008年11月 - モバイル楽天デリバリー開設。
- 2015年8月 - テイクアウトサービスを開始。
- 2018年2月 - 「楽びん!」を「楽天デリバリープレミアム」へサービス名を変更。
- 2022年7月24日 - 同日23:59をもってサービス終了。4月にはUber Eats日本法人と提携し、楽天ペイでの決済に対応したり、楽天グループのIDでUber Eatsの新規会員登録ができるようになった[1]ことから、Uber Eatsが実質的な後継サービスとなっている。